# Kaesŏng
Kaesŏng (en chosŏn'gŭl : 개성 ; hanja : 開城), officiellement la ville spéciale de Kaesŏng (en chosŏn'gŭl : 개성특별시 ; hanja : 開城特別市), est une ville spéciale de Corée du Nord à seulement sept kilomètres de la frontière avec la Corée du Sud. Anciennement dans la province de Hwanghae du Nord, elle est reliée à Pyongyang par une autoroute.

## Présentation
Le général Wanggeon (ou Wang kon) a établi sa capitale dans sa ville natale de Kaesŏng au Xe siècle, en 932, en l'appelant Songak, au début du royaume de Goryeo (Koryŏ). La ville s'est développée pendant plus de quatre siècles comme centre politique, économique et culturel du Koryŏ bouddhiste. Le ginseng et les porcelaines de Kaesŏng sont, depuis cette époque, parmi les plus réputés de Corée.
Pendant la guerre de Corée, les premiers pourparlers de paix se sont tenus à Kaesŏng en juin 1951. La ville, sud-coréenne, devient nord-coréenne à la suite de la guerre.
Outre les industries de la zone économique spéciale (voir ci-dessous), Kaesŏng compte des industries textiles, de papier et de tabac et est l'un des principaux centres commerciaux de la Corée du Nord, notamment pour les échanges de riz. Elle abrite l'université Songgyungwan de Koryo, orientée vers l'industrie légère.
Séparée de Gyeonggi en 1951, elle a rejoint le Hwanghae du Nord  en 2003. Elle a quitté le Hwanghae du Nord et est devenue une ville spéciale en 2019.

## Tourisme
Le passé historique de la ville durant la dynastie Koryo (918-1392) en fait l'un des centres touristiques les plus réputés de Corée du Nord. Les maisons à bas étage de la ville, de style coréen, tranchent avec l'architecture monumentale de la capitale Pyongyang.
Les touristes peuvent loger dans deux hôtels, l'hôtel Janamsan et l'hôtel populaire Kaesŏng, de style traditionnel.
À quatorze kilomètres au sud-ouest de Kaesŏng se trouve le tombeau du roi Kongmin, trente-et-unième roi de la dynastie Koryŏ. Sur la route qui conduit aux chutes de Pakyon le voyageur accède au tombeau du roi Wang Geon (877-943), fondateur de la dynastie Koryŏ. Les sites naturels du mont Songak sont aussi situés à proximité de Kaesŏng. Parmi les autres lieux touristiques on trouve le pavillon Taeung dans le temple de Kwanum et l'université médiévale de Songgyungwan.
En août 2005, 500 touristes sud-coréens se sont rendus pour la première fois à Kaesŏng, illustrant la volonté du gouvernement nord-coréen de développer le tourisme intercoréen dans cette région, à l'instar des montagnes de diamant (Kumgangsan).

## Zone industrielle de Kaesŏng
La zone industrielle de Kaesŏng, créée en 2002, qui est située à moins de dix kilomètres au sud-est de la ville et à environ cinq kilomètres de la Zone coréenne démilitarisée, est une région industrielle formant l'une des trois régions administratives spéciales de la Corée du Nord.
Le Parc industriel intercoréen, développé dans cette zone, est un effort de collaboration économique entre la Corée du Nord et la Corée du Sud. Il est accessible directement par route et rail à partir de la Corée du Sud. Sa construction a commencé en juin 2003 et, en août 2003, les deux Corée ont ratifié une entente économique destinée à faciliter les investissements. Le projet pilote a été complété en juin 2004 et le parc a ouvert ses portes en décembre 2004. Jusqu'en 2016, 123 entreprises sud-coréennes emploient 50 000 Nord-Coréens pour un chiffre d'affaires annuel de 400 millions de dollars. Chaque jour, 400 Sud-Coréens franchissent la frontière par l'autoroute du Gyeongui pour se rendre à leur travail, totalisant un million de passages entre 2003 et 2012.
Depuis février 2016 la zone n'est plus active et les entreprises sud-coréennes ont été contraintes de l'évacuer.

## Personnalités liées à Kaesŏng
- Han Young-soo (1933-1999), photographe sud-coréen, né à Kaesŏng.